# GSI Helmholtzzentrum für Schwerionenforschung

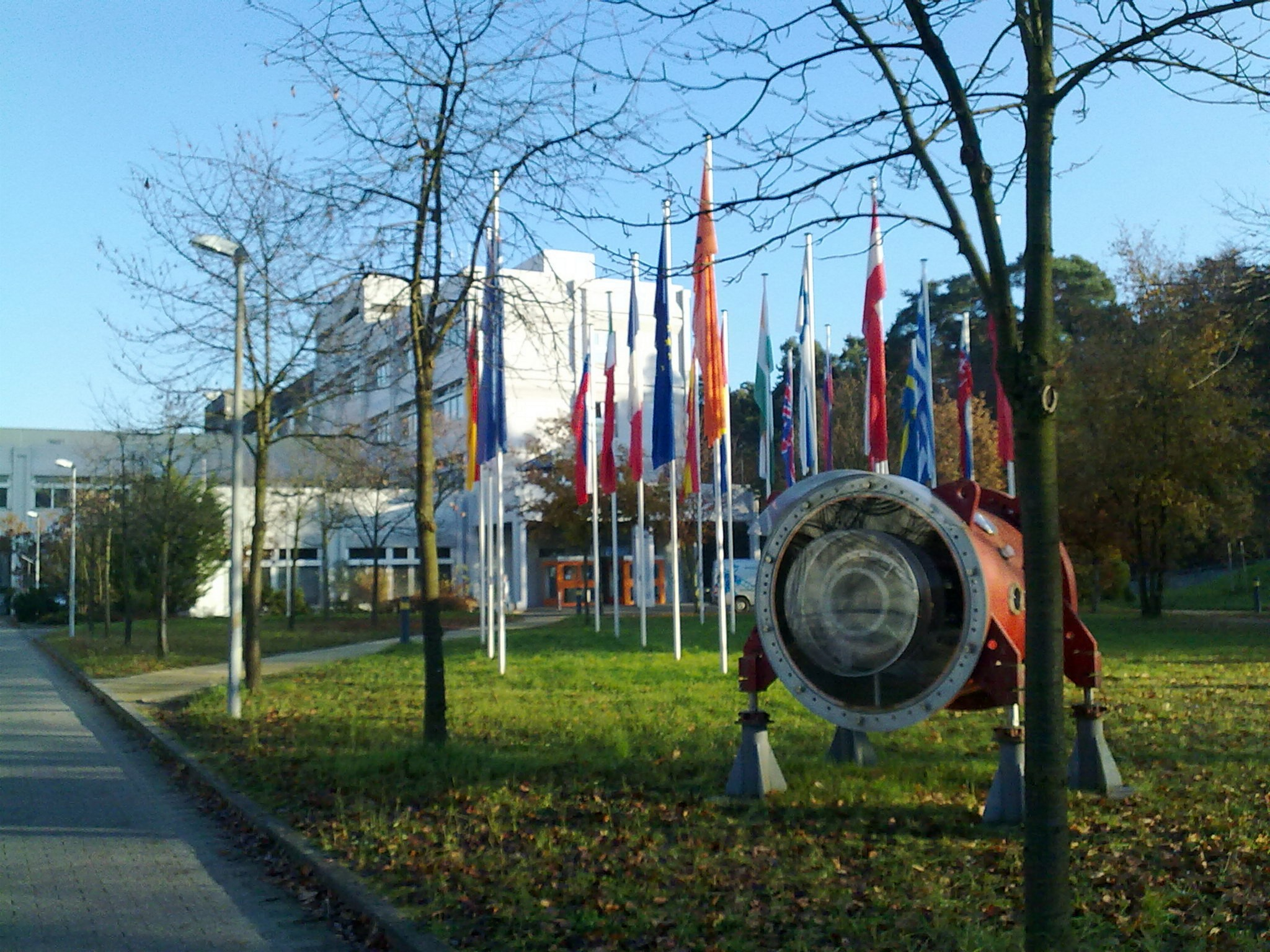
Der Eingangsbereich der GSI mit dem Fahnenwald der an FAIR beteiligten Länder

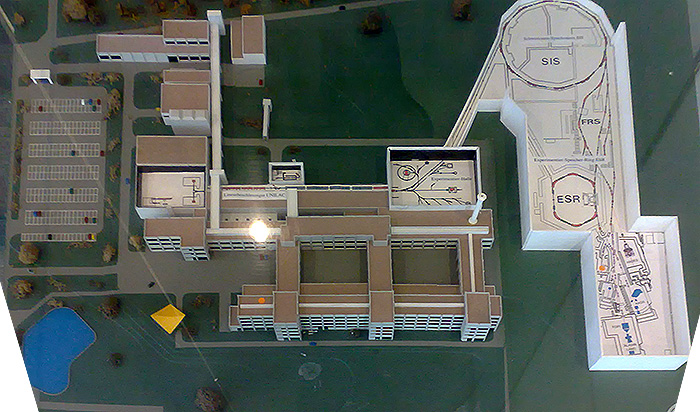
Modell der GSI (2009 ohne PHELIX-Gebäude)

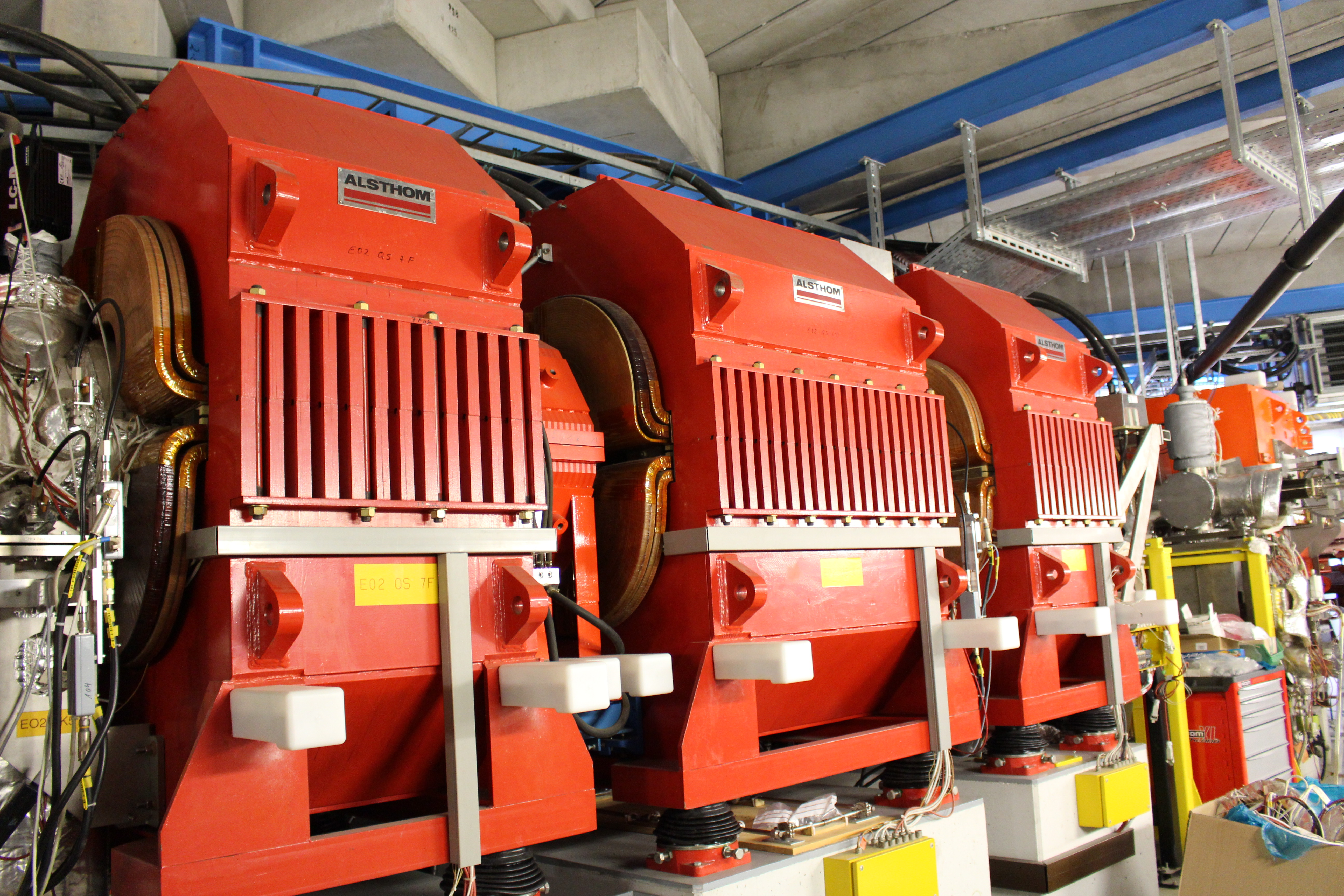
Magnete im ESR-Ring

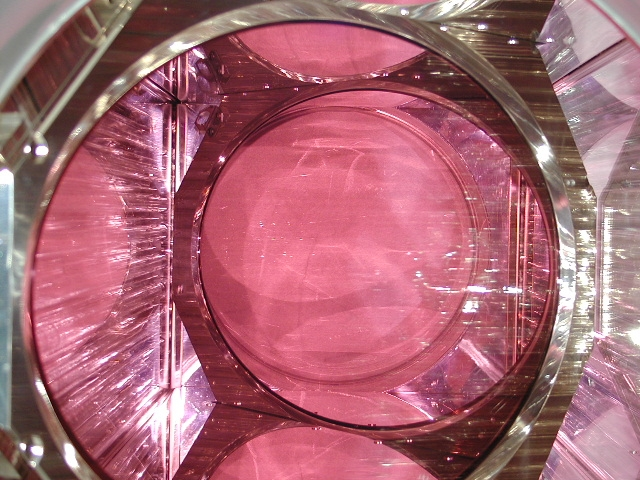
Blick in einen der Hauptverstärker des PHELIX-Lasers

Das GSI Helmholtzzentrum für Schwerionenforschung in Darmstadt ist eine Forschungseinrichtung, die 1969 als Gesellschaft für Schwerionenforschung (GSI) gegründet wurde, um Forschung an und mit Schwerionenbeschleunigern zu betreiben. Es ist die einzige Großforschungseinrichtung Hessens.

## Angaben zum Unternehmen
Gesellschafter der GSI sind die Bundesrepublik Deutschland mit 90 Prozent, das Bundesland Hessen mit 8 Prozent und die Bundesländer Rheinland-Pfalz und Thüringen mit je 1 Prozent. Das Zentrum ist Gründungsmitglied der Helmholtz-Gemeinschaft Deutscher Forschungszentren.
Ihre aktuelle Bezeichnung erhielt die GSI am 7. Oktober 2008, um zu helfen, die durch die deutschen Großforschungseinrichtungen gegründete Helmholtz-Gemeinschaft bundesweit und international stärker ins Bewusstsein zu rücken.

## Großgeräte
Das GSI Helmholtzzentrum für Schwerionenforschung unterhält mehrere Beschleuniger-Anlagen:
- Der UNILAC ist ein Linearbeschleuniger, der ionisierte Atome (Ionen) bis zu etwa 20 % der Lichtgeschwindigkeit beschleunigen kann. Mit Ionen in diesem Energiebereich sind bereits eine Vielzahl von Experimenten möglich, die unter anderem zur Entdeckung der superschweren Elemente Bohrium, Hassium, Meitnerium, Darmstadtium, Roentgenium und Copernicium mit den Ordnungszahlen 107 bis 112 geführt haben. Darüber hinaus dient der UNILAC als Injektor für das
- SIS18, ein Synchrotron, das Ionen auf bis zu 90 % der Lichtgeschwindigkeit beschleunigen kann (entsprechend einer magnetischen Steifigkeit von 18 Tm);
- Der ESR ist ein Speicherring, der bei Bedarf die vom SIS beschleunigten Ionen aufnehmen und speichern kann.[7]
- Der CRYRING@ESR ist ein, im Rahmen des FAIR-Projektes von Schweden beigetragener, Schwerionenspeicherring, in welchem Experimente mit hochgeladenen, schweren Ionen bei niedriger Energie durchgeführt werden. Vorrangig werden Ionen aus dem ESR transferiert, an welchen die Anlage angegliedert ist. Zusätzlich verfügt CRYRING@ESR aber auch über eine kleine lokale Ionenquelle mit linearem Vorbeschleuniger, über welche eine begrenzte Klasse von Ionen erzeugt und gespeichert werden können. CRYRING@ESR hat den halben Ringumfang des ESR.[8]

Darüber hinaus wurden/werden eine Reihe von großen Experimentiereinrichtungen betrieben. Hierzu gehören:
- SHIP, ein elektromagnetischer Geschwindigkeitsfilter zur Separation und Identifikation von Produkten aus der Fusion von Kernen, den superschweren Elementen;
- FOPI, ein Groß-Teilchendetektor für die Erforschung der Physik von Kernreaktionen;
- HADES, ein Di-Elektron-Spektrometer zur Untersuchung der Eigenschaften von Hadronen insbesondere bei hohen Drücken und Temperaturen;
- der FRS (Fragmentseparator), der zur Erzeugung von radioaktiven Isotopen und verschiedener Spalt- und Fusionsprodukten verwendet werden kann;
- HITRAP, eine Experimentieranlage zur Entschleunigung und Speicherung von hochgeladenen Ionen;
- TASCA, ein gasgefüllter Rückstoßseparator, der die in der Kernfusion entstehenden superschweren Elemente von Nebenprodukten abtrennt;
- ein Bestrahlungsplatz für die Tumortherapie mit beschleunigten Kohlenstoff-Ionen;
- die Beteiligung am ALICE-Detektor des Europäischen Forschungszentrums CERN.

Zusätzlich zu den Ionenbeschleunigern und Großexperimenten befinden sich beim GSI Helmholtzzentrum für Schwerionenforschung noch zwei Hochenergie-Lasersysteme zur Erzeugung heißer und dichter Plasmen:
- nhelix erreicht Leistungen bis zu 10 Gigawatt (Nanosecond High Energy Laser for Heavy Ion Experiments);
- PHELIX ist der „Große Bruder“ des nhelix und soll Leistungen bis zu einem Petawatt erbringen (Petawatt High Energy Laser for Heavy Ion Experiments).

Als Gebäude für ein Rechenzentrum zur Datenanalyse dient unter anderem der Green IT Cube, welcher im Jahr 2016 eingeweiht wurde.

## Forschungsgebiete
Die beim GSI Helmholtzzentrum aufgebauten Experimentiereinrichtungen werden in Kooperation mit etwa 1200 Forscherinnen und Forschern betrieben. Der Schwerpunkt liegt in der Atom- und der Kernphysik, der Plasmaphysik, der Biophysik und Materialforschung.
Zu den großen Erfolgen der damaligen Gesellschaft für Schwerionenforschung zählen die Synthese und der Nachweis der Elemente Bohrium (im Jahr 1981), Meitnerium (1982), Hassium (1984), Darmstadtium (1994), Roentgenium (1994) und Copernicium (1996). Außerdem wurde mit der Schwerionentherapie ein Behandlungsverfahren gegen maligne Tumoren entwickelt und erprobt.

Beispiele für Experimentierplätze/Detektoren an der GSI
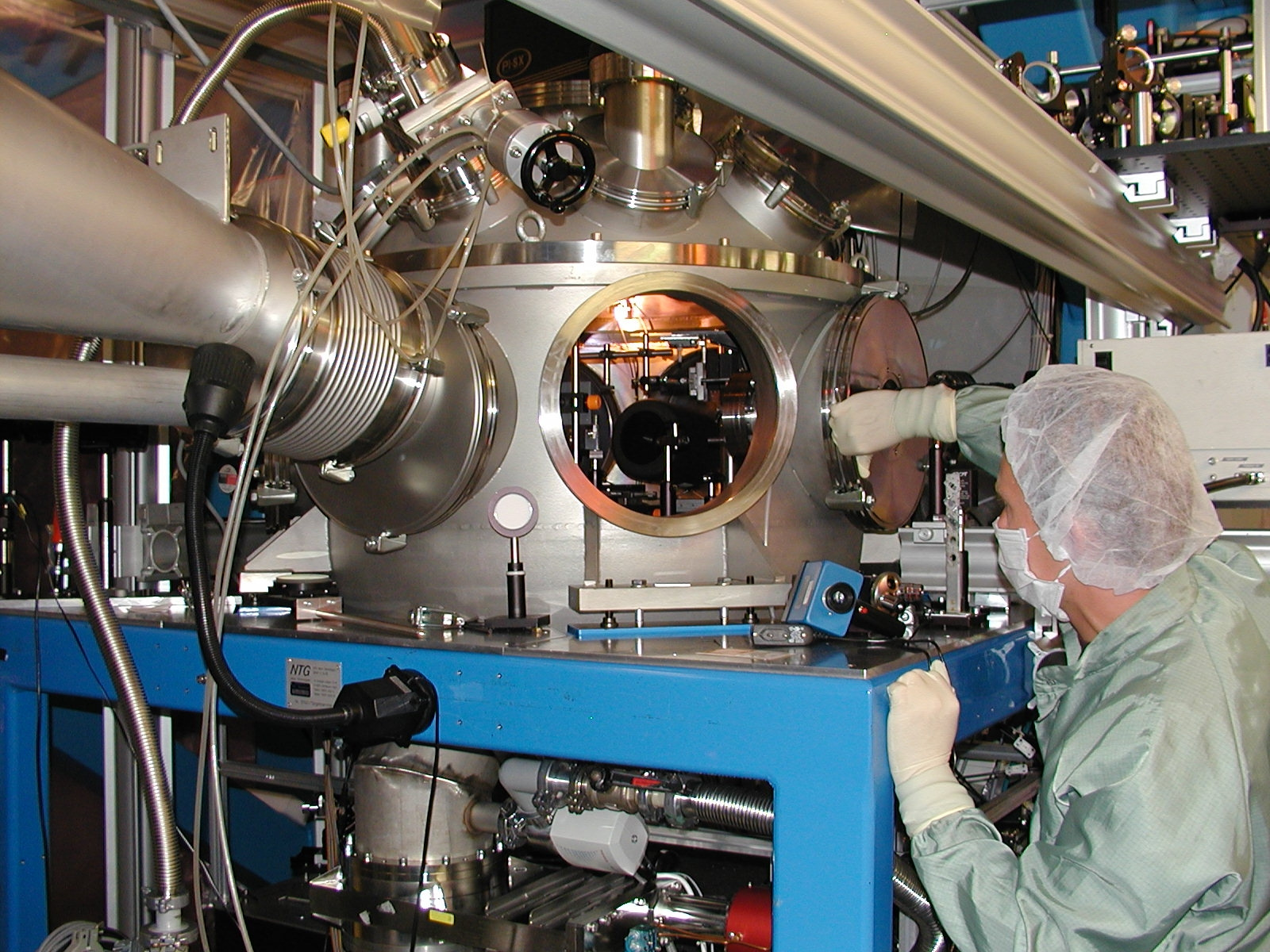
Targetkammer des Z6-Experimentierplatzes (UNILAC) für Ionen- und Laserstrahlexperimente.
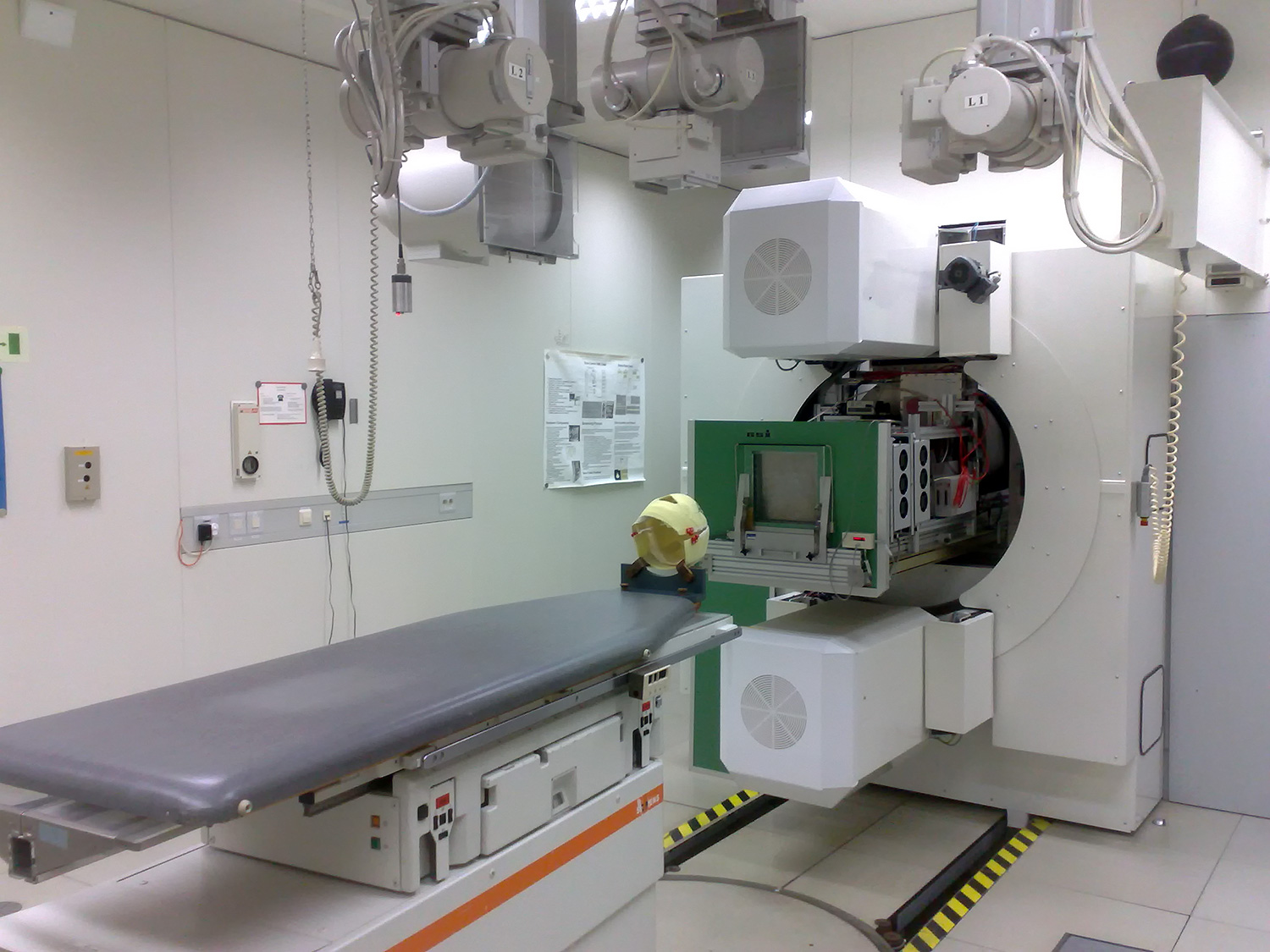
Behandlungsplatz für Schwerionentherapie mit Mustermaske für die Bestrahlung von Hirntumoren
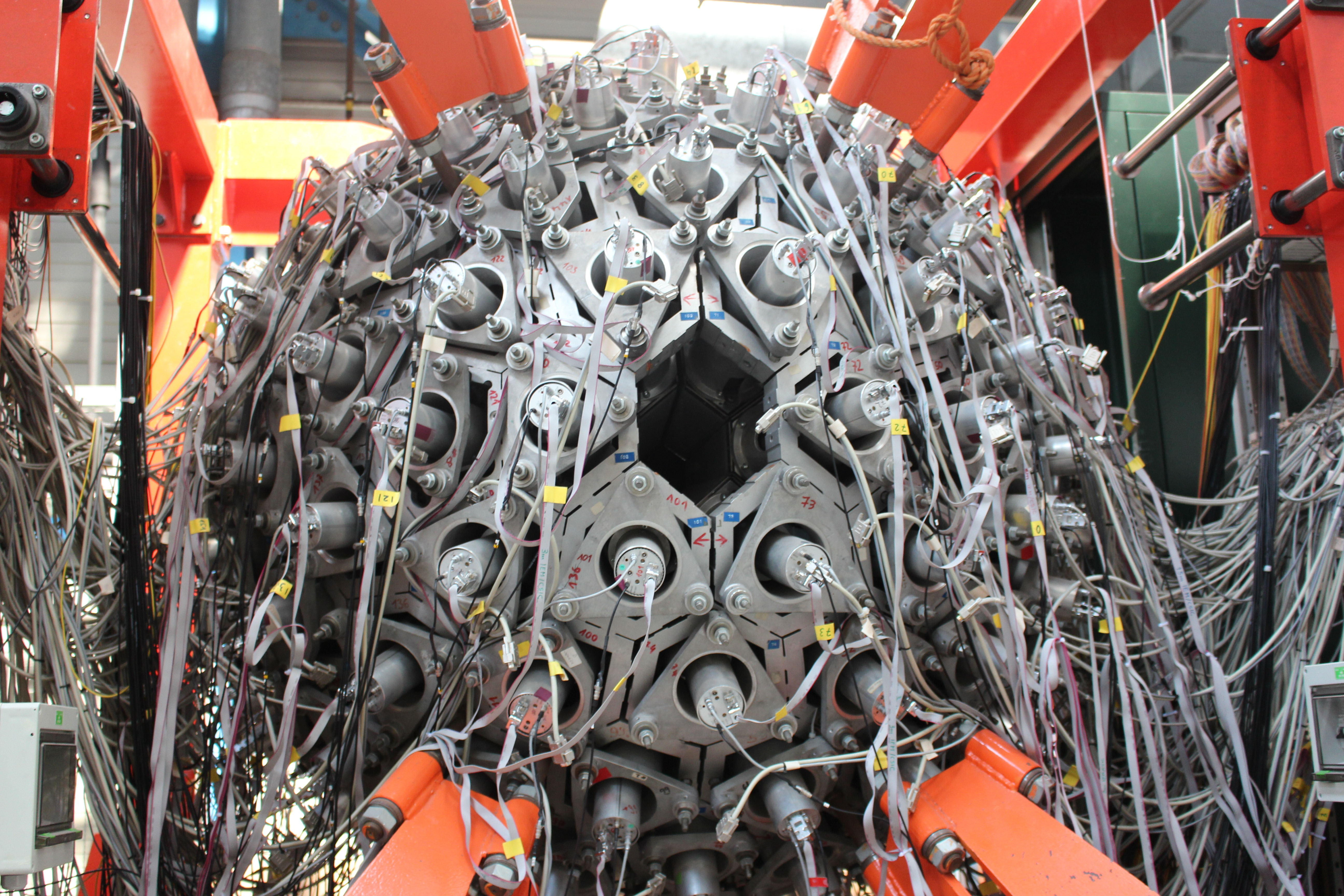
Gammastrahlungsdetektor für das R3B-Land-Experiment (Untersuchung der Eigenschaften exotischer Kerne)
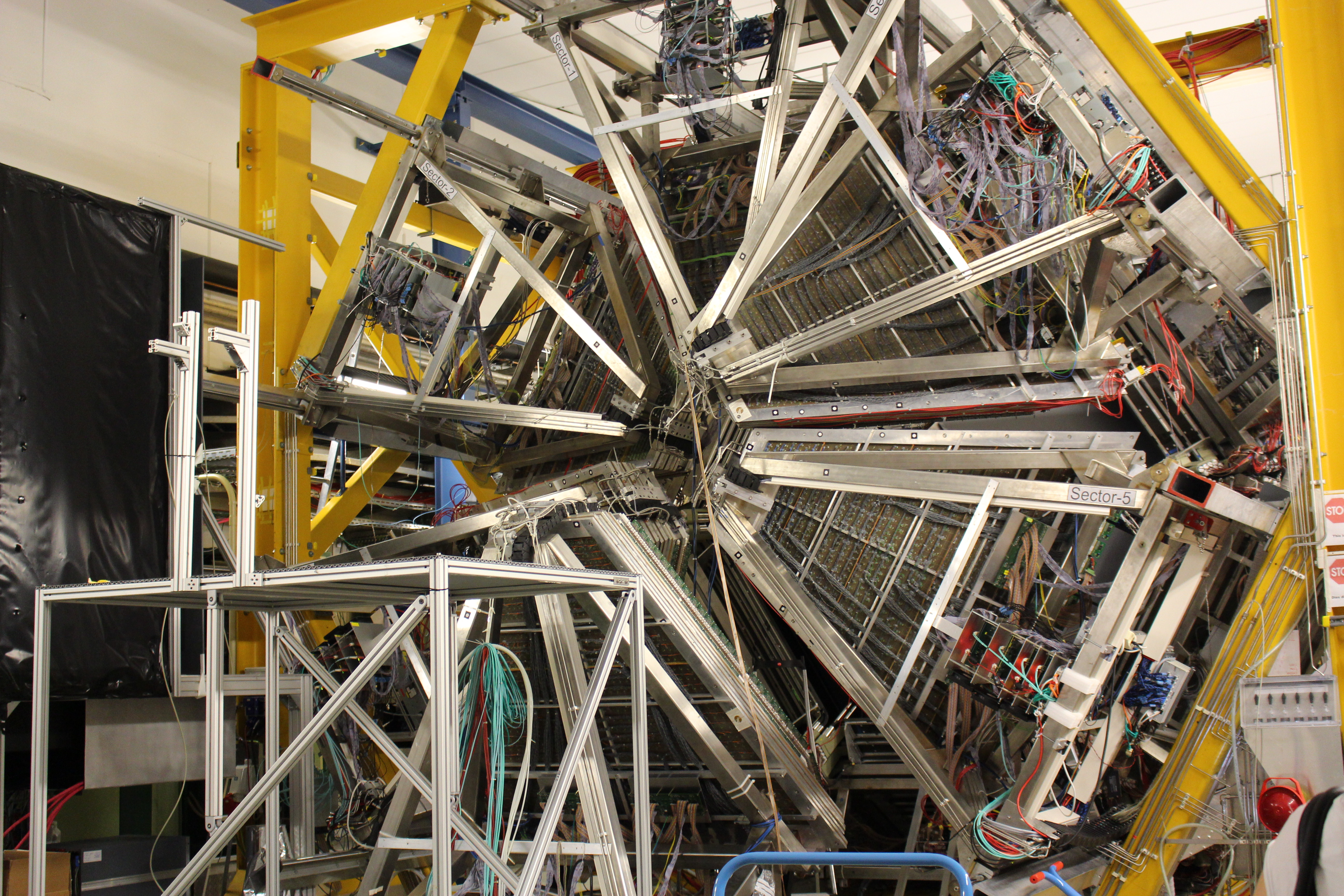
Rückwärtige Ansicht des HADES-Detektors. TOF-Detektor und Driftkammern sind in den Dreiecken angebracht.
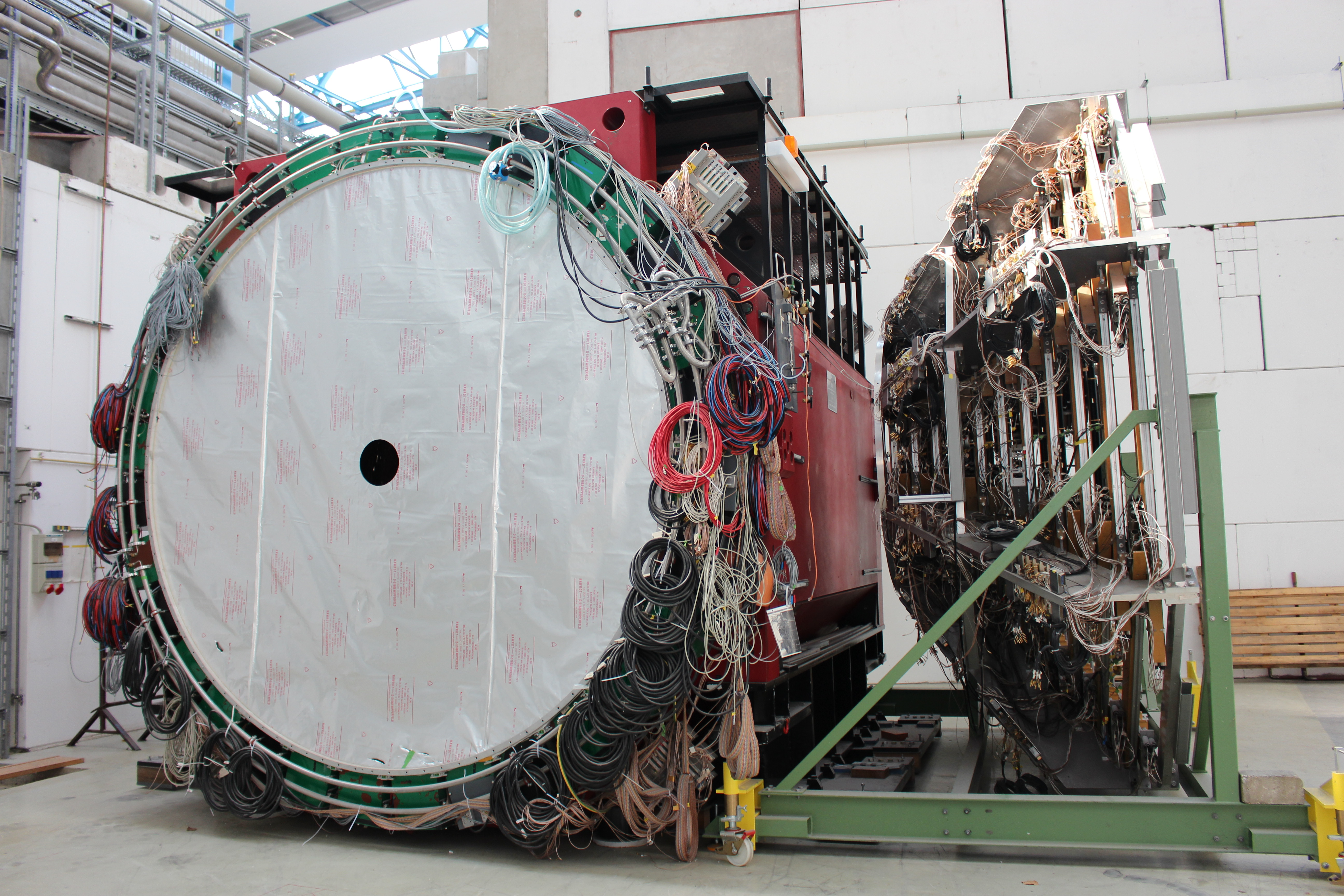
Detektorbeispiel III

## Geschichte
Auf Initiative der hessischen Hochschulen in Darmstadt, Frankfurt und Marburg wurde das GSI-Helmholtzzentrum als Gesellschaft für Schwerionenforschung mbH (GSI) am 17. Dezember 1969 gegründet. Als Standort wurde ein Waldstück im Norden Darmstadts gewählt. Der Bau kostete ca. 180 Millionen DM. Der von Christoph Schmelzer, 1971 auch erster Geschäftsführer der GSI, entwickelte UNILAC wurde als erster Teil der Beschleunigeranlage realisiert. Die Anlage lieferte erste Ionenstrahlen für Experimente ab 1975.
In den 1980er Jahren wurden mit dem Strahl des UNILAC an der GSI mehrere superschwere Elemente erstmals synthetisiert. Zu dieser Zeit wurden außerdem der Ringbeschleuniger SIS18 und der Experimentierspeicherring ESR geplant, realisiert und schließlich 1990 in Betrieb genommen. Wissenschaftliche Direktoren waren damals Gisbert zu Putlitz (1978–1983) und Paul Kienle (1984–1992). Bereits unter Paul Kienles Nachfolger Hans Joachim Specht (1992–1999) begann eine Diskussion um den weiteren Ausbau der Beschleunigeranlagen und Experimentiermöglichkeiten an der GSI, die in der Amtszeit von Walter Henning (1999–2007) in den Projektvorschlag für die Facility for Antiproton and Ion Research (FAIR) mündete. Von 2007 bis 2015 war Horst Stöcker wissenschaftlicher Geschäftsführer der GSI. Ihm folgte das Trio Ursula Weyrich, Jörg Blaurock und Paolo Giubellino als gemeinsame Geschäftsführer von GSI und FAIR.

## Das Internationale Beschleunigerzentrum FAIR

Modell der Erstplanung der FAIR-Anlage

Im Februar 2003 gab die Bundesregierung die Zusage, dass der Ausbau des GSI Helmholtzzentrums für Schwerionenforschung zu einem internationalen Beschleunigerzentrum für die Forschung mit Ionen- und Antiprotonenstrahlen FAIR (Facility for Antiproton and Ion Research) zu 75 % von Deutschland finanziert wird. 65 % entfallen auf den Bund, 10 % auf das Land Hessen. Die restlichen 25 % der Kosten sollen von internationalen Partnern Finnland, Frankreich, Indien, Polen, Rumänien, Russland, Spanien, Schweden und Slowenien getragen werden. Die Gesamtkosten werden mit 1,262 Milliarden Euro (Preisniveau 2005) beziffert.
Im November 2007 fanden in Darmstadt ein Physiker-Symposium sowie eine Veranstaltung statt, in deren Verlauf von den an der Planung Beteiligten ein Kommuniqué über die gemeinsame Errichtung von FAIR veröffentlicht wurde. Am 29. Oktober 2012 überreichten Vertreter der Stadt Darmstadt der FAIR GmbH die Baugenehmigung zur Errichtung der neuen Großforschungsanlage. Ein Großteil der Anlage soll im Jahr 2022 in Betrieb genommen werden, der Vollbetrieb ist für 2025 vorgesehen.
Kernstück ist ein mit supraleitenden Magneten ausgeführter Doppelringbeschleuniger (SIS 100/300). Dieser wird auf einen Umfang von 1083,6 m kommen. Die bestehende GSI-Anlage mit dem Schwerionen-Synchrotron SIS 18 dient als Vorbeschleuniger für den neuen Beschleunigerkomplex FAIR. In dessen Zentrum steht die Synchrotron-Doppelring-Anlage SIS 100 und SIS 300. An diese schließen sich an: der Hochenergie-Speicherring HESR, der Collector-Ring CR und der Recycled-Experimental-Storage-Ring RESR, der Neue-Experimentier-Speicherring NESR sowie der Super-Fragment-Separator Super-FRS. Dabei können bis zu fünf große Forschungsprogramme mit unterschiedlichen Anforderungen parallel durchgeführt werden. Wegen finanzieller Rahmenbedingungen können von den geplanten Komponenten zunächst nur SIS 100, HESR, CR und Super-FRS sowie eine Messhalle mit Experimenten an einem festen Target für Kernmaterie-Studien realisiert werden (Modularized Start Version).
Mit dem Projekt will man neue Einblicke in die Struktur der Materie und die Evolution des Universums ermöglichen, aber auch im Anwendungs- und Innovationsbereich arbeiten. Die Anlage soll mit hochenergetischen Ionenstrahlen Erkenntnisse zur Entstehung der schweren Elemente gewinnen sowie grundlegende Fragen über die starke Kraft zwischen den elementaren Bausteinen der Materie klären. Außerdem soll durch die Erzeugung eines Quark-Gluon-Plasmas ein Zustand der Materie näher untersucht werden, der Sekundenbruchteile nach dem Urknall bei der Entstehung des Universums für kurze Zeit bestanden hat. Abgebremste Antiprotonen ermöglichen die Vermessung von Antiatomen (Antiwasserstoff) wie am Antiproton Decelerator. Davon erhoffen sich die Physiker Rückschlüsse auf Symmetrieverletzungen in den Naturgesetzen unserer Welt und einer Welt, die aus Antimaterie bestünde. Das experimentelle Programm an FAIR fußt daher auf vier Themengebieten: Kernstruktur, nukleare Astrophysik und Reaktionen (NuSTAR Kollaboration), Kernmaterie (Baryonen)-Experimente (CBM-Kollaboration), Hadronenphysik (PANDA Kollaboration) sowie Experimenten aus Atom-, Plasma-, Materialforschung und Biophysik (APPA Kollaboration).
Strukturell ist die Facility for Antiproton and Ion Research eine unabhängige GmbH, wobei die ersten Anteilseigner der GmbH die Länder Deutschland, Russland, Indien, Frankreich, Polen, Rumänien, Slowenien und ein schwedisch-finnisches Konsortium waren. Nach Zusage von finanziellen Beiträgen aus dem Ausland wurde die FAIR GmbH am 4. Oktober 2010 gegründet. Erster wissenschaftlicher Direktor von FAIR war Boris Sharkov. Seit 1. Januar 2017 ist Paolo Giubellino der erste gemeinsame wissenschaftliche Geschäftsführer von FAIR und GSI.

## Meilensteine
- 1966: Gründung der Kernphysikalischen Arbeitsgemeinschaft Hessen (KAH)
- 1969: Gründung der Gesellschaft für Schwerionenforschung
- 1970: Beginn der Mitarbeit in der Arbeitsgemeinschaft der Großforschungsanlagen (AGF)
- 1975: Erste Experimente am Linearbeschleuniger UNILAC
- 1981–1984: Synthese und Entdeckung der ersten neuen chemischen Elemente (107–109)
- 1990: Inbetriebnahme des Ringbeschleunigers SIS-18 und des Speicherringes ESR
- 1994–1996: Synthese und Entdeckung der Elemente mit den Ordnungszahlen 110–112
- 1997: Erste Patientenbehandlung mit Kohlenstoff-Ionen am GSI-Therapieplatz
- 2001: Entwurf zum neuen Beschleunigerzentrum FAIR eingereicht
- 2007: Offizieller Projektstart von FAIR
- 2008: Das Hochenergielasersystem PHELIX geht in Betrieb
- 2008: Die Gesellschaft für Schwerionenforschung wird in GSI Helmholtzzentrum für Schwerionenforschung GmbH umbenannt
- 2009: Gründung des Helmholtz-Instituts Jena (mit der Friedrich-Schiller-Universität Jena und DESY) und des Helmholtz-Instituts Mainz (mit der Johannes Gutenberg-Universität Mainz) als Zweigstellen der GSI
- 2010: Das sechste bei GSI nachgewiesene Element wird auf den Namen Copernicium getauft
- 2010: Der Vertrag für die Gründung der FAIR GmbH zur Realisierung des FAIR Projektes wird unterzeichnet, GSI ist einer der Hauptanteilseigner
- 2016: Das neue Rechenzentrum Green IT Cube geht in Betrieb;[24] das zugehörige Rechnersystem L-CSC lag auf der Weltrangliste der energieeffizientesten Höchstleistungscomputer „Green 500“ bis Juni 2015 auf Platz eins[25]
- 2017: Spatenstich zum Baubeginn des FAIR-Beschleunigerzentrums[26]
- 2021: Das bereits für das FAIR Projekt gebaute Green IT Cube Rechenzentrum wird als Test-Rechenzentrum und Reallabor zur Verfügung gestellt, um gemeinsam mit Forschungsinstituten, Unternehmen und Startups an neuen Technologien und Innovationen im Bereich Rechenzentrum zu forschen, zu experimentieren, zu lernen und weiterzuentwickeln.[27][28]

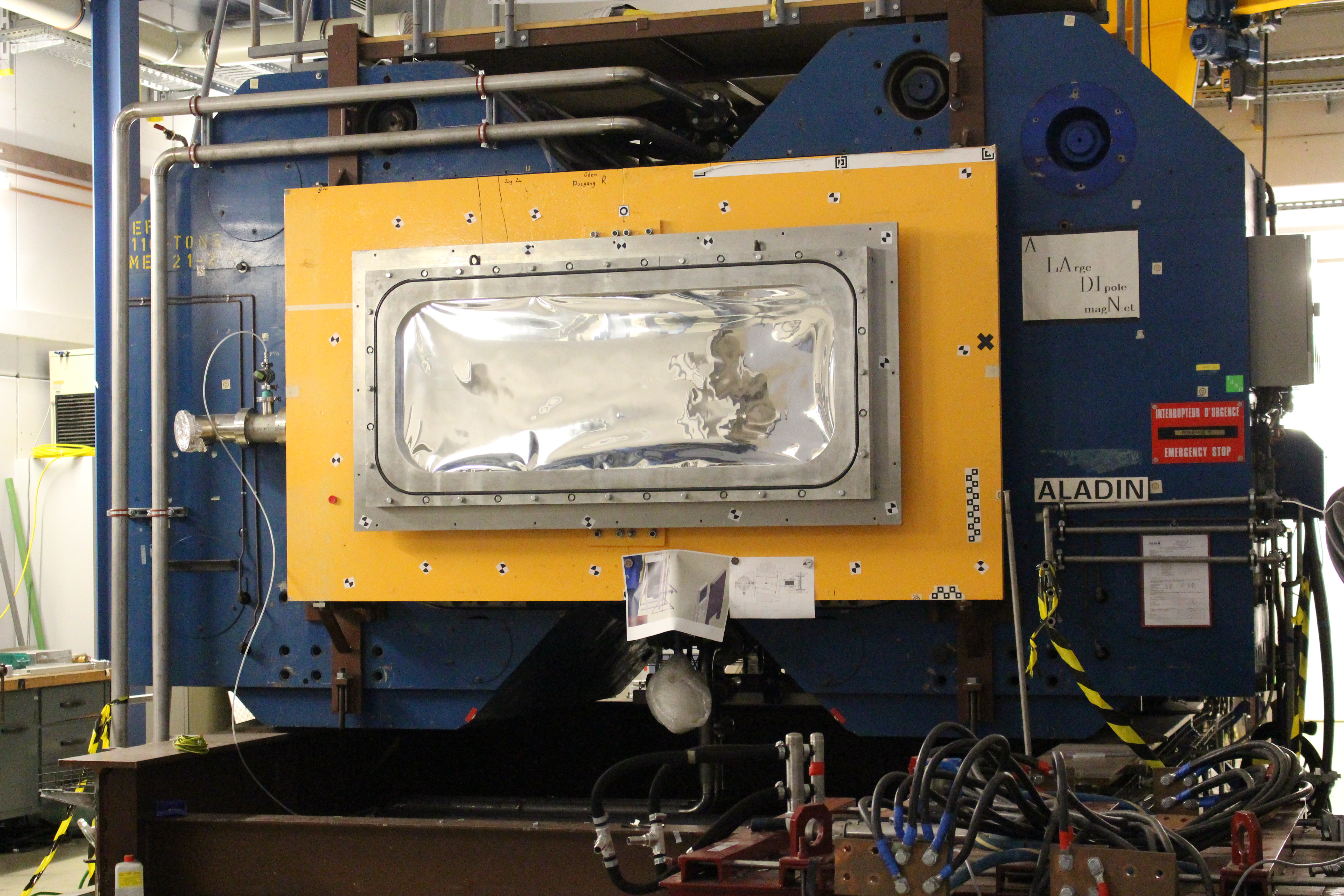
ALADIN Dipol für die SPALADIN Kollaboration
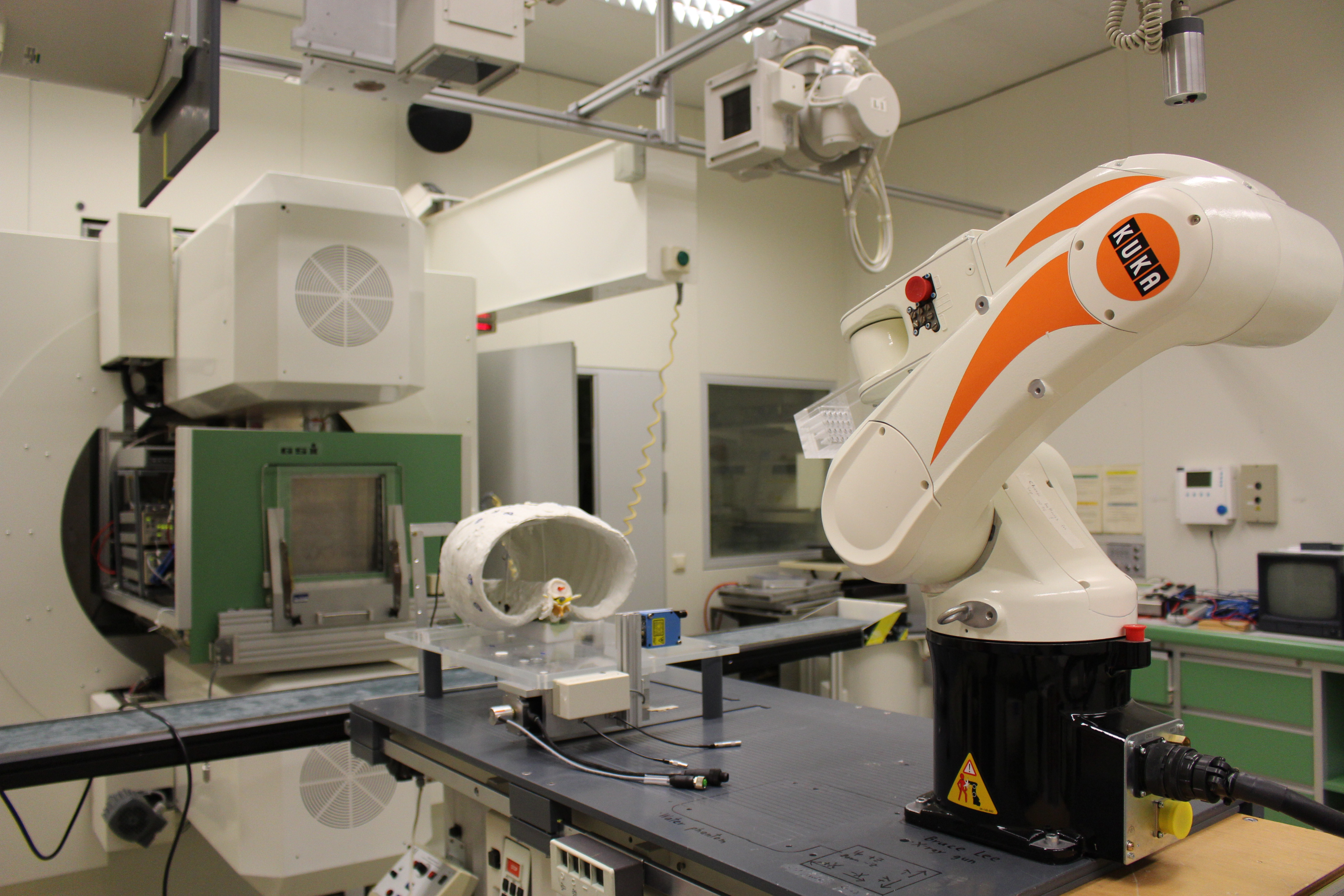
Tumortherapie-Teststand und -Behandlungsplatz
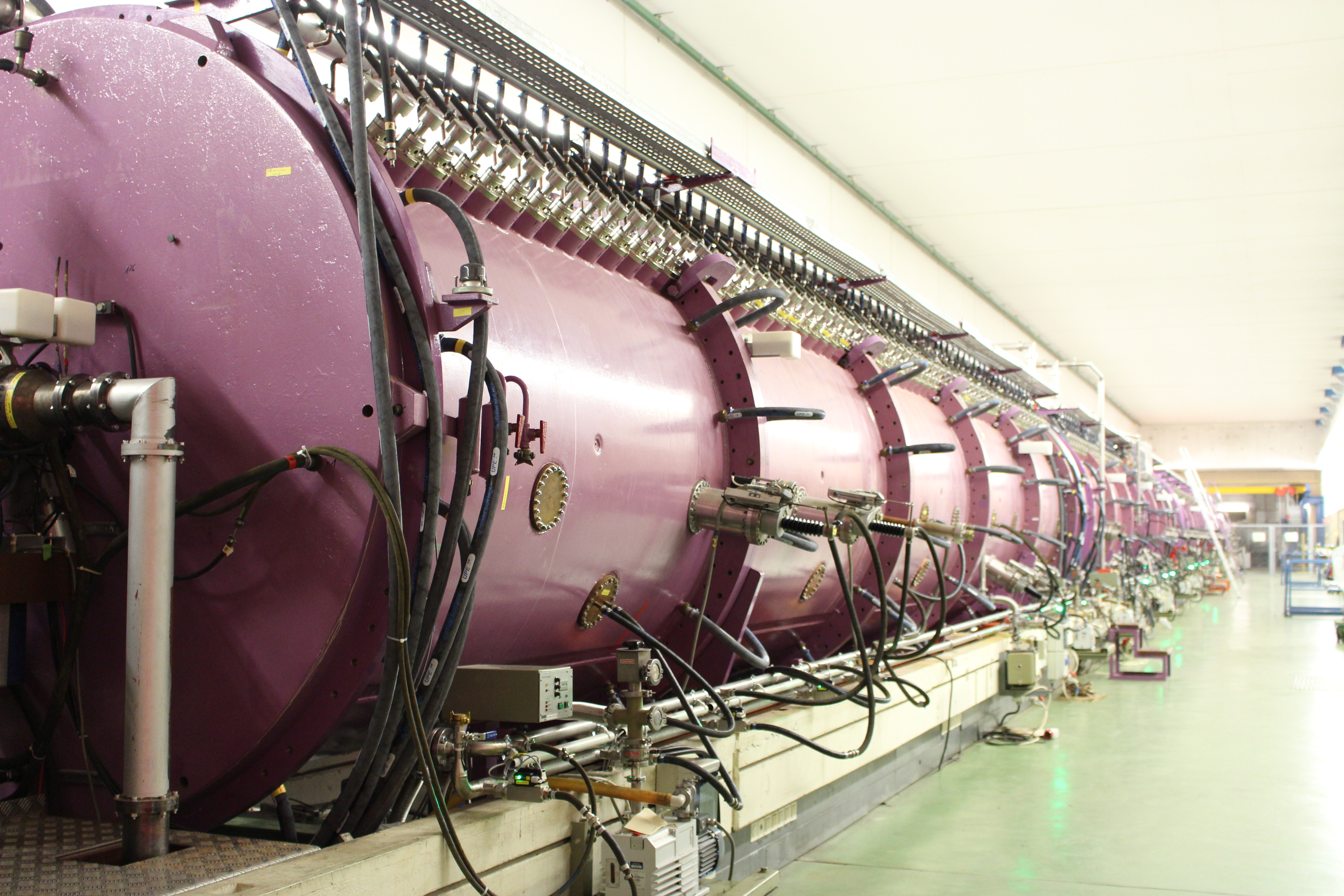
UNILAC-Beschleunigungsstrecke
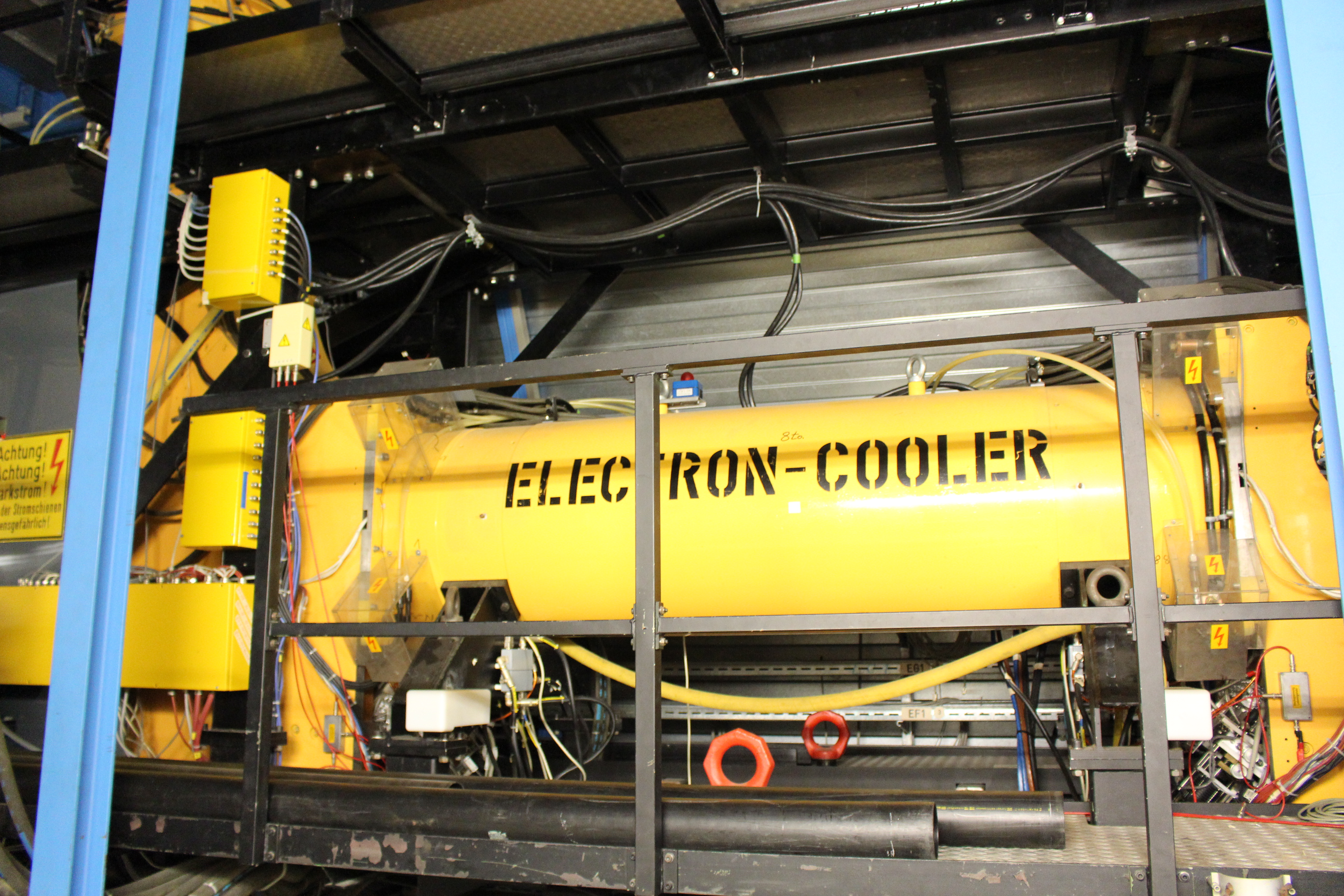
Der Electron-Cooler für die Verbesserung der Strahlqualität im ESR

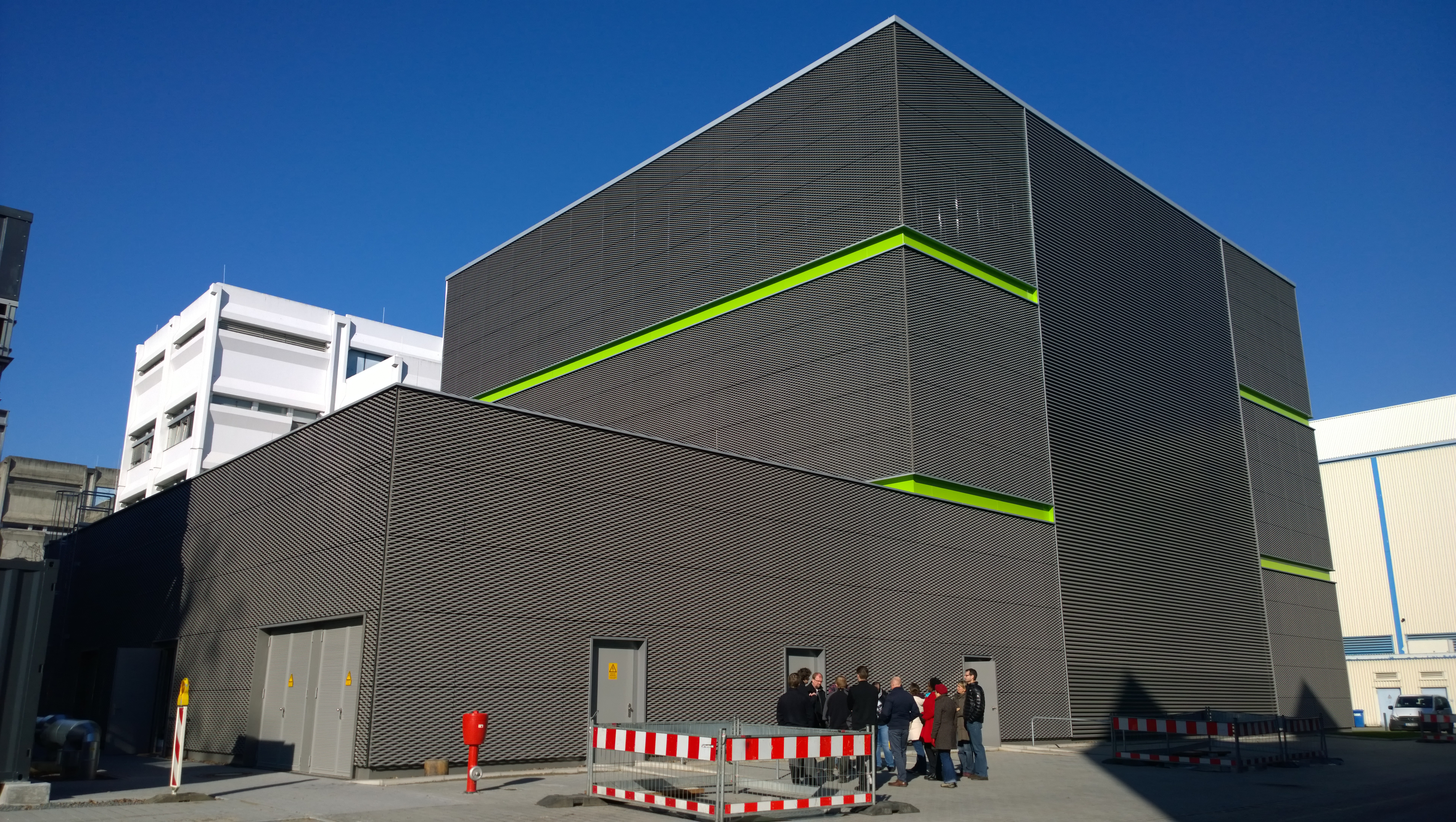
Das Green IT Cube Test-Rechenzentrum (Reallabor)
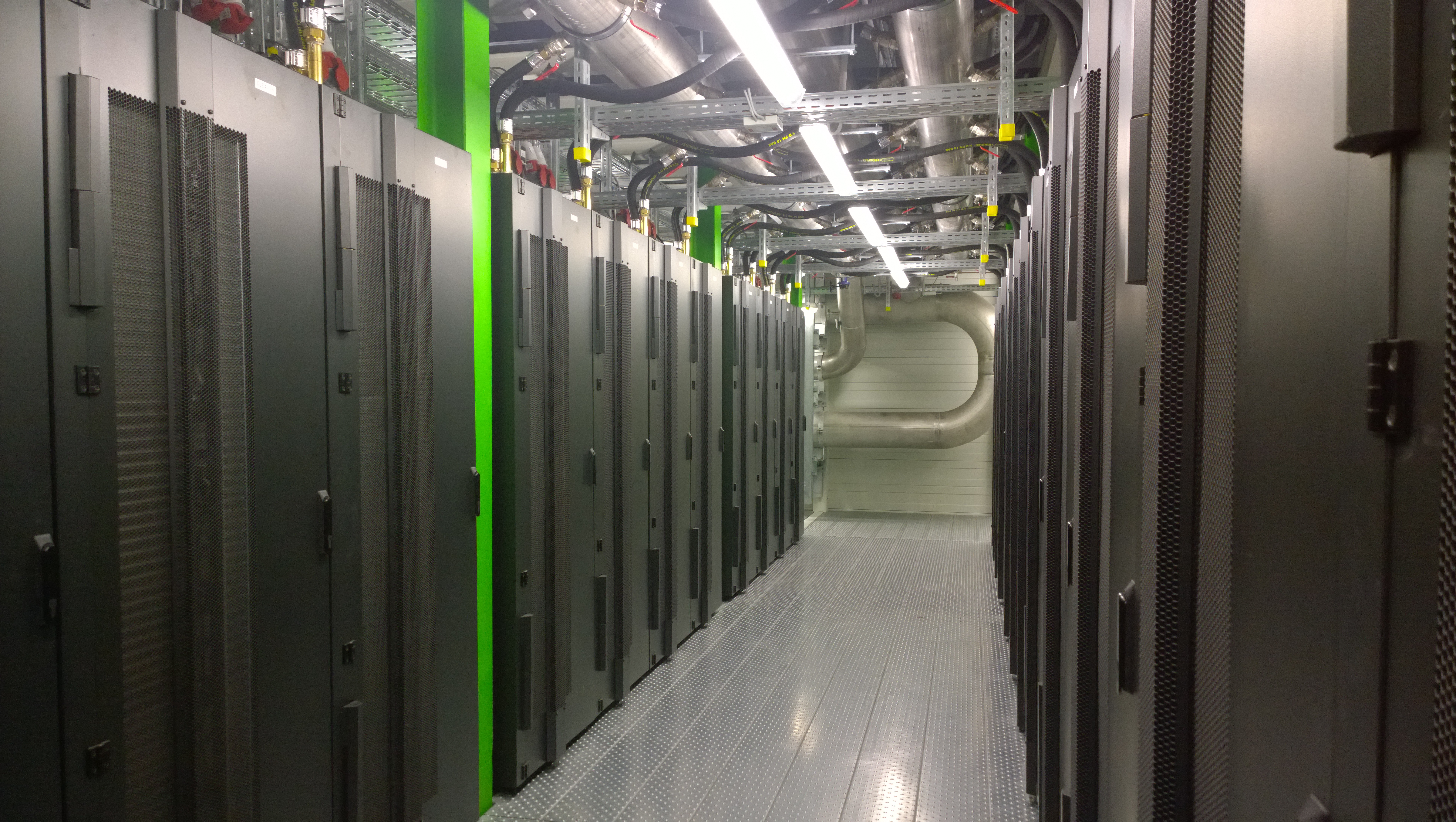
Bereits installierte Computerracks im Green IT Cube (Reallabor)
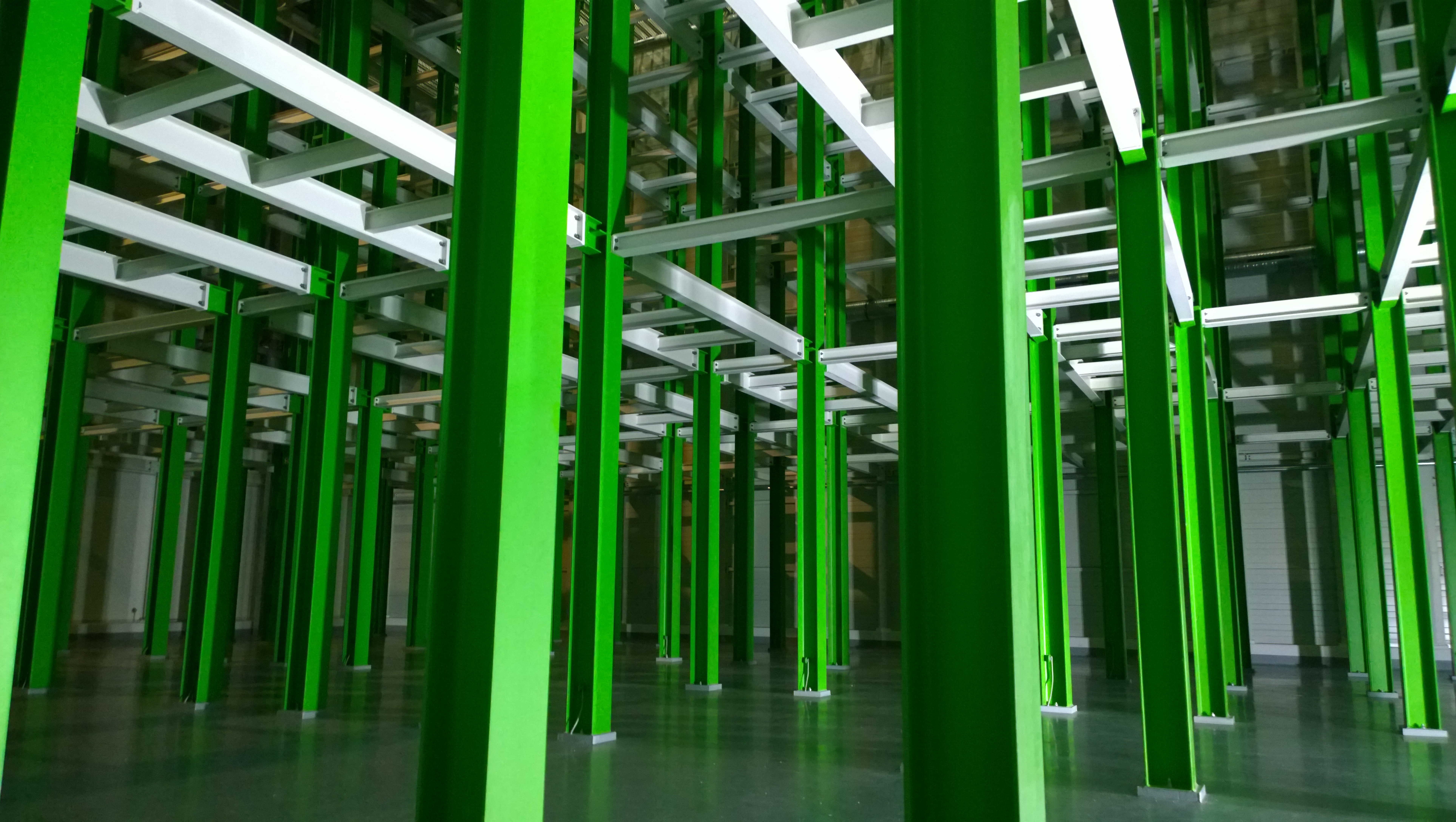
Vier der sechs Etagen des Green IT Cubes (Reallabor) sollen noch gefüllt werden

## Sonstiges
Seit 1992 nutzt die GSI eine Vorwahl aus dem Nachbarort Messel. Bei der Umstellung auf vierstellige Nebenstellen-Durchwahlen wurde es notwendig, eine zweistellige Telefonnummer zu erlangen, dies war im Darmstädter Netz nicht mehr möglich. Das Beibehalten einer dreistelligen Rufnummer hätte zu mehr als 12-stelligen Rufnummernkombinationen geführt und hätte die Möglichkeiten im damaligen internationalen Selbstwahlverkehr überfordert.

## Persönlichkeiten (alphabetisch)
- Peter Armbruster, Physiker und Hochschullehrer, Mitentdecker mehrerer neuer chemischer Elemente
- Thomas Aumann, Kernphysiker und Hochschullehrer
- Peter Brix, Physiker, Hochschullehrer, Direktor am MPIK, einer der Gründerväter der GSI
- Rudolf Bock, Gründungsdirektor
- Paolo Giubellino, italienischer Physiker, Forschungsdirektor am INFN, wissenschaftlicher Geschäftsführer
- Walter Greiner, theoretischer Kernphysiker und Pionier der Schwerionenphysik, Hochschullehrer, einer der Gründerväter der GSI
- Hans Gutbrod, Physiker
- Walter Henning, Kernphysiker, wissenschaftlicher Geschäftsführer 1999 bis 2007
- Ingo Hofmann, Physiker
- Sigurd Hofmann, Physiker und Hochschullehrer, Mitentdecker mehrerer neuer chemischer Elemente
- Paul Kienle, wissenschaftlicher und technischer Direktor von 1984 bis 1992
- Gerhard Kraft, deutscher Biophysiker, Hochschullehrer und Krebsforscher
- Jens Volker Kratz, Chemiker und Hochschullehrer
- Karlheinz Langanke, Kernphysiker und Forschungsdirektor 2006 bis 2015
- Gabriel Martinez-Pinedo, spanischer Kern- und Astrophysiker
- Gisbert zu Putlitz, Direktor der GSI von 1978 bis 1983
- Gottfried Münzenberg, Physiker und Hochschullehrer, Mitentdecker mehrerer neuer chemischer Elemente
- Peter Braun-Munzinger, Helmholtz-Professor an der GSI
- Christoph Schmelzer, Atomphysiker, Wissenschaftsmanager und Hochschullehrer, wissenschaftlich-technischer Geschäftsführer und Direktor 1969 bis 1978, einer der Gründerväter der GSI
- Erwin Schopper, Physiker und Pionier der Schwerionenphysik, einer der Gründerväter der GSI
- Dirk Schwalm, Physiker und Hochschullehrer
- Hans Joachim Specht, wissenschaftlicher Direktor von 1992 bis 1999
- Horst Stöcker, wissenschaftlicher Geschäftsführer von 2007 bis 2015